# Panorama pris du trottoir roulant Champ de Mars
Pour plus de détails, voir Fiche technique et Distribution.
Panorama pris du trottoir roulant Champ de Mars est un film de Georges Méliès sorti en 1900 au début du cinéma muet.
Comme Les Visiteurs sur le trottoir roulant , il fait référence à l'attraction de la Rue de l'Avenir, lors de l'exposition universelle de 1900, à Paris.